# Jean-Paul Flachsmann
Jean-Paul Flachsmann (* 4. Januar 1936 in Zürich; † 27. September 2001 in Zug) war ein Schweizer Unternehmer und Politiker (LdU, SVP). 

## Leben
Flachsmann studierte Betriebswirtschaftslehre an der Hochschule St. Gallen und schloss 1960 mit dem Lizenziat ab. An der Universität Paris promovierte er in Volkswirtschaftslehre. Ab 1966 arbeitete er als Unternehmensberater, unter anderem am betriebswissenschaftlichen Institut der ETH Zürich. 1975 bis 1978 war Flachsmann für den LdU im Grossen Gemeinderat der Stadt Zug. Als Kandidat der SVP wurde er 1995 in den Zuger Kantonsrat gewählt. 1999 wurde er Regierungsrat und übernahm die Baudirektion. Er war das erste SVP-Mitglied, das in eine Kantonsregierung der Innerschweiz gewählt wurde.
Flachsmann kam beim durch Friedrich Leibacher verübten Zuger Attentat ums Leben. Er ist der Vater der Sängerin und Schauspielerin Isabelle Flachsmann.